# Гадирли, Эркин Тогрул оглы
Эркин Тогрул оглы Гадирли (азерб. Erkin Toğrul oğlu Qədirli) — депутат Милли Меджлиса Азербайджанской Республики VI и VII созывов, член оппозиционной политической партии «Республиканская альтернатива».

## Биография
Эркин Гадирли (ранее Кадыров) родился 13 мая 1972 года в столице Азербайджана, городе Баку. 
В 1989 году закончил школу номер 225. Воспитывался дедушкой и тётей. 
Разведён. Жена и дочь проживают за границей. 
В 1994-2006 гг. преподавал на факультете права и международных отношений Бакинского государственного университета. В разное время работал экспертом в таких организациях, как Международное движение Красного Креста и Красного Полумесяца, ООН, Совет Европы и ОБСЕ.

## Политическая деятельность
Является соучредителем политической партии «Республиканская альтернатива» (РЕАЛ), основанной 25 декабря 2008 года как общественное движение, а позже как политическая партия.
В 2014 году он был отстранён от должности председателя партии.
На досрочных выборах в Милли Меджлис 9 февраля 2020 года победил по второму избирательному округу №16 Ясамальского района и был избран депутатом. Эркин Гадирли был избран членом парламентского комитета по правовой политике и государственному строительству и парламентского комитета по обороне, безопасности и борьбе с коррупцией. Он также был избран главой ирландско-азербайджанской межпарламентской рабочей группы и членом азербайджанской делегации в ПАСЕ. С 4 августа 2020 года является членом политического комитета партии «Республиканская альтернатива».
В 2024 году на парламентских выборах в Азербайджане, которые состоялись 1 сентября, одержал победу во II Ясамальском избирательном округе №16. Официально стал депутатом Милли Меджлиса Азербайджана седьмого созыва, первое заседание которого состоялось 23 сентября 2024 года.